# Wszechukraiński Centralny Komitet Wojskowo-Rewolucyjny
Wszechukraiński Centralny Komitet Wojskowo-Rewolucyjny (ukr. Всеукраїнський центральний військово-революційний комітет) – kierowniczy organ dowodzący walką ukraińskich bolszewików przeciw okupacji Ukrainy przez wojska niemieckie i austro-węgierskie, oraz władzy hetmana Pawła Skoropadskiego i Hetmanatowi.
Wobec zaprzestania działalności Ludowego Komisariatu Powstańczego (Powstanbiuro), 9 lipca 1918 na podstawie decyzji I Zjazdu Komunistycznej Partii (bolszewików) Ukrainy, obradującego w Moskwie powołano Wszechukraiński Centralny Komitet Wojskowo-Rewolucyjny. W skład Komitetu weszli Woldemar Aussem, Wołodymyr Zatonskyj, Jurij Kociubynśkyj, Jurij Piatakow, przewodniczącym został Andriej Bubnow. Komitet organizował podziemie bolszewickie na terenie Ukrainy, w tym oddziały partyzanckie, przygotowywał powstanie zbrojne na terenie Hetmanatu.
Komitet zakończył działalność po uznaniu przez bolszewików postanowień traktatu brzeskiego za nieobowiązujące i powołaniu przez nich 28 listopada 1918 w Kursku marionetkowego Tymczasowego Robotniczo-Chłopskiego Rządu Ukrainy. Kompetencje Komitetu zostały przelane wówczas na powołany w Kursku rząd. Było to akt poprzedzający i maskujący agresję Rosji Sowieckiej na Ukraińską Republikę Ludową, która rozpoczęła się 2 stycznia 1919.